# Торањ (Велика)
Торањ је насељено место у општини Велика, у западној Славонији, Република Хрватска.

## Историја
До нове територијалне организације налазило се у саставу бивше велике општине Славонска Пожега.

## Становништво
Насеље је према попису становништва из 2011. године имало 173 становника.
| Националност       | 1991.        |
| Хрвати             | 184 (93,40%) |
| Срби               | 12 (6,09%)   |
| Југословени        | 0            |
| остали и непознато | 1 (0,50%)    |
| Укупно             | 197          |